# فرشم
فرشم، روستایی است از توابع بخش خشکبیجار شهرستان رشت در استان گیلان ایران.

## جمعیت
این روستا در دهستان نوشرخشکبیجار قرار دارد و براساس سرشماری مرکز آمار ایران در سال ۱۳۸۵، جمعیت آن ۶۵۹ نفر (۲۰۲خانوار) بوده‌است.